# Mediación deportiva
La mediación deportiva es un método de resolución extrajudicial de conflictos  que parte de la definición otorgada por la Ley 5/2012, de 6 de julio, de mediación en asuntos civiles y mercantiles, por el que dos o más partes tratan, voluntariamente, de alcanzar un acuerdo para la resolución de una controversia surgida entre estos con la intervención de un mediador.

Balanza. Símbolo del derecho y la Justicia

En lo que respecta a la mediación deportiva podemos definirla de diversas maneras y atendiendo a diferentes criterios. Si comenzamos con la definición que realiza el propio TAS (Tribunal de Arbitraje Deportivo) este determina, en el artículo 1 del Reglamento de mediación que se trata de "un procedimiento informal y no vinculante, basado en un acuerdo de mediación en el que cada una de las partes se obliga a intentar de buena fe negociar con la otra parte con el fin de resolver una controversia de naturaleza deportiva".
A su vez, parte de la doctrina ha hecho el matiz de que la disputa puede ser surgido o bien por la propia practica deportiva o bien por una gestión relacionada con el deporte, con las limitaciones que la propia normativa establece.

## Materias susceptibles de mediación
Para referirnos a que materias son susceptibles de ser objeto de mediación debemos en primer lugar dirigirnos a la Ley del Deporte, pero en este caso no a la Ley que se encuentra vigente actualmente, la Ley 39/2022, sino a su versión anterior, Ley 10/1990, puesto que actualmente aún no se ha desarrollado reglamentariamente por parte del Consejo Superior de Deportes la resolución extrajudicial de conflictos por lo que, conforme establece la Disposición Transitoria Tercera, se seguirá aplicando la meritada Ley anterior.
La Ley del deporte de 1990 determina en el juego de sus artículos 87 y 88 establece que la relación jurídica contenciosa debe ser de naturaleza deportiva y, del mismo modo, que se debe de tratar de cuestiones litigiosas producidas pro la aplicación de reglas deportivas no previstas expresamente en la Ley.
Por último, nos encontramos que el Real Decreto 1835/1991, sobre Federaciones Deportivas Españolas, en su artículo 34 establece que las materias objeto de métodos alternativos de resolución de conflictos, donde se engloba la mediación, deben ser de libre disposición y que su vulneración no pueda ser objeto de sanción disciplinaria.
En atención a lo anterior podemos determinar que los conflictos en los que puede surgir conflictos dentro del ámbito deportivo puede ser:
- De carácter laboral: Aquellas que se producen fruto de los contratos laborales o asimilados que existen en el deporte. Como las existentes entre el club o entidad deportiva con sus jugadores o entrenadores. Conflictos tales como una resolución del contrato del deportista.
- De carácter penal: Todas aquellas relacionadas con controversias que superan los umbrales permitidos por la regulación penal y el riesgo asumido inherente al propio deporte. Habrá que delimitar muy bien que materias o que partes del conflicto se pueden someter a arbitraje ya que hay doctrina contradictoria
- De carácter civil: Son las más comunes y se trata de conflictos de naturaleza privada. Conflicto de entidad deportiva con patrocinador.

Dentro del diferente carácter de las materias que pueden ser objeto de mediación deportiva debemos hacer dos distinciones, las materias que pueden ser objeto de resolución extrajudicial y las que no.
No pueden ser objeto:
- Cuestiones que no sean de libre disposición de las partes.
- Cuestiones que se susciten en relación al Consejo Superior de Deportes
- Cuestiones disciplinarias
- Cuestiones relativas al control de sustancias y métodos prohibidos
- Cuestiones relativas a la seguridad en las actividades deportivas. Aquí debemos incluir aquellas infracciones que se produzcan de la Ley 19/2007, de 11 de julio, contra la violencia, el racismo, la xenofobia y la intolerancia en el deporte.
- Cuestiones relativas a las subvenciones.
- Cuestiones derivadas de las relaciones laborales
- Cuestiones excluidas por la legislación general.

Pueden ser objeto:
- Cuestiones derivadas de los contratos de publicidad.
- Cuestiones derivadas de contratos de patrocinio y marketing deportivo.
- Cuestiones derivadas de contratos de retransmisiones deportivas.
- Reclamaciones relativas a operaciones efectuadas con los derechos federativos de los jugadores
- Impugnaciones de acuerdos de Federaciones que no supongan el ejercicio de funciones públicas.
- Impugnaciones de acuerdos de ligas profesionales.
- Cuestiones derivadas de contratos de imagen de los deportistas.

- Cuestiones derivadas de operaciones con los derechos económicos derivados de los derechos federativos.
- Cuestiones derivadas de contratos de representación entre deportistas, intermediarios y clubes.
- Cuestiones relativas a la pertenencia como socio a una entidad deportiva.
- Cuestiones relativas al cumplimiento de los derechos y deberes que incumben a los socios frente a la entidad deportiva.
- Cuestiones derivadas de contratos de seguros.
- Supuestos de responsabilidad civil.
- Cuestiones derivadas de cualquier otra materia de libre disposición por las partes.

## Principios informadores
Como principios informadores de la mediación deportiva debemos entender aquellos caracteres indispensables que no deben faltar en ninguna mediación de una controversia jurídico-deportiva.

### Voluntariedad.
Este principio esta recogido en el artículo 6.1 de la Ley 5/2012 y establece que las partes que se encuentren en una situación que suponga un conflicto de intereses deben acudir libre y voluntariamente a la mediación deportiva con la intención de solucionar dicha controversia
Las partes, debido precisamente a este principio de voluntariedad, podrán abandonar el procedimiento de mediación deportiva en cualquier momento del mismo. Y dicho abandono no es una vulneración a este principio, sino más bien todo lo contrario, hecho por el cual dicho abandono no podrá suponer un perjuicio o sanción para ninguna de las partes

### Igualdad de las partes.
Debido a la propia naturaleza del deporte entre las partes que acuden a la mediación pueden haber grandes diferencias desde el punto de vista social y económico, sin embargo, la mediación deportiva debe garantizar que ambas partes tienen las mismas posibilidades y condiciones sin que ninguna de ellas pueda ser beneficiaria de un privilegio o ventaja con respecto de la otra.

### Imparcialidad e independencia del mediador.
Es principio esta íntimamente relacionado con el anterior, y surge precisamente como necesidad de aquel. Puesto que como las partes deben gozar de las mismas posibilidades para defender su posición en el conflicto, el mediador del procedimiento no podrá estar en una posición comprometida, por tener una relación previa con alguna de las partes.
Aquel mediador que tenga o haya tenido relación con alguna de las partes, tanto de manera personal como profesional, deberá de ponerlo en conocimiento a las partes antes de iniciar el procedimiento, o en el mismo instante en el que tenga constancia de tal circunstancia, no pudiéndose iniciar el mismo, salvo que así lo acepten de manera expresa ambas partes, volviendo a reiterar el principio de libre disposición de la partes.

### Neutralidad.
Dicho principio viene recogido en el artículo 8 de la Ley 5/2012 en el cual se determina que el mediador no podrá ofrecer una solución al conflicto a las partes del mismo, ni siquiera el mediador podrá guiar los razonamientos o proponer soluciones a las mismas. Deben ser las partes por sí mismas, con ayuda del mediador en la negociación para acercar las posturas, las que alcancen un acuerdo de mediación, siguiendo sus propias opiniones y razonamientos.

### Confidencialidad.
Dicho principio se encuentra recogido en el artículo 9.1 de la Ley 5/2012 y se refiere tanto a las partes intervinientes en el proceso como a los mediadores, y a la institución de mediación si la hubiere.
Además, dicho artículo 9, establece que los documentos e informaciones aportadas en la mediación no serán de obligada presentación en un procedimiento judicial o en un arbitraje posterior, aunque se establece en el propio precepto dos excepciones en las que si que se podrá aportar dicha información:
1. Cuando las partes de manera expresa y por escrito les dispensen del deber de confidencialidad.
2. Cuando, mediante resolución judicial motivada, se solicitada por los jueces del orden jurisdiccional penal.

Esta obligación por parte de los mediadores, instituciones de mediación, o cualquier otro profesional que participe en el procedimiento de la mediación deportiva se fundamenta en el deber de confidencialidad. La infracción de dicho deber de confidencialidad generará la consiguiente responsabilidad prevista en el ordenamiento jurídico, y así lo establece expresamente el apartado tercero del artículo 9.

### Buena fe, lealtad y respeto mutuo.
Las partes acuden a la mediación deportiva de manera libre y voluntaria, pudiendo abandonar esta en cualquier momento del procedimiento, hecho por el cual se entiende que están deben acudir de buena fe, con la intención de poner fin a la controversia de naturaleza jurídico-deportiva. Es por eso mismo que no tendría sentido alguno que estas acudieran, mientras se está desarrollando el procedimiento, a un órgano jurisdiccional o arbitral con la intención de obtener una resolución favorable.

## La terminación de la mediación
En cuanto a la terminación del procedimiento de mediación deportiva existen dos posibilidades. La primera de ellas es que las partes del conflicto de naturaleza jurídico-deportiva alcancen un acuerdo con la ayuda del mediador. La otra posibilidad de terminación del procedimiento es que las partes no alcancen un acuerdo y que todas las partes o solo alguna de ellas ejerzan su derecho de poner fin al procedimiento de la mediación deportiva declarando terminadas las actuaciones, todo ello en virtud del principio de voluntariedad de las partes.

### La falta de acuerdo.
Las causas por las que se puede poner fin al procedimiento son, entre otras, según determina el artículo 13 de la Ley 5/2012:
- Por haber transcurrido el plazo máximo para el desarrollo del procedimiento de mediación deportiva, acordado por las partes al comienzo del procedimiento.
- Porque el mediador considere que las posiciones de las partes son irreconciliables, y por tanto no podrán llegar a una solución del conflicto de mutuo acuerdo.
- Por renuncia del mediador. Esta renuncia será plasmada por el mediador deportivo en acta, la cual será entregada a las partes, en virtud de lo que establece el artículo 13.3 de la Ley de mediación en asuntos civiles y mercantiles.
- Por que las partes rechacen al mediador, sin que las mismas nombren a un nuevo mediador deportivo para que se haga cargo del procedimiento.

### El acuerdo entre las partes.
Si las partes llegaran a un acuerdo, el cual puede afectar a la totalidad de la controversia o versas exclusivamente sobre alguno de los aspectos del conflicto jurídico-deportivo, el mismo debe incluir un contenido mínimo como la identidad y domicilio de las partes, el lugar y la fecha del acuerdo, las obligaciones asumidas y una certificación de que la mediación se ha realizado conforme exige la Ley.

### El acta final.
Una vez se produzca la terminación del procedimiento, bien sea por acuerdo o por falta del mismo, se deberá levantar esta acta final en la cual se debe establecer de manera detallada, clara y concisa los puntos del acuerdo que se ha alcanzado por las partes, o las causas por las que se produce la finalización del procedimiento en caso de que no haya sido posible llegar a un acuerdo. Esta acta deberá estar firmada por todas las partes intervinientes en el conflicto y por el mediador deportivo, o mediadores, que hayan intervenido en el mismo. Si una de las partes mostrara su disconformidad con firmar el acta, se deberá reflejar tal negación de firma en la misma. Se entregará un ejemplar de esta acta a cada una de las partes y a los mediadores intervinientes en el procedimiento de mediación deportiva

### La ejecución del acuerdo
Una vez se alcance un acuerdo por las partes será necesario la elevación a público del mismo para dotarle de ejecutividad. Para esto será necesario elevar a escritura pública el acuerdo alcanzado, las copias de las actas de la sesión constitutiva y las copias de las actas del final del procedimiento.
Las partes acudirán a un notario, no siendo preceptiva la presencia del mediador, el cual verificará que el acuerdo cumple con los requisitos exigidos por la Ley 5/2012 y que dicho acuerdo no es contrario a Derecho.
Para los acuerdo realizados en territorio distinto del español será necesario para su homologación que haya intervenido en el acuerdo una autoridad competente que desarrolle funciones equivalentes a las que desempeñan las autoridades españolas.